# シャンゼリゼ劇場

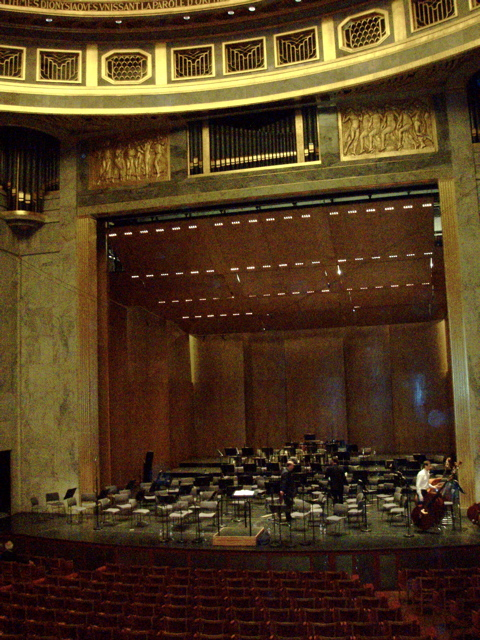
シャンゼリゼ劇場 ホール内観

シャンゼリゼ劇場（仏：Théâtre des Champs-Élysées）は、フランスのパリ8区にある劇場。アール・デコ様式の最初期の建築とされる。名前はシャンゼリゼだが、シャンゼリゼ通り沿いではなくモンテーニュ通り沿いにある。

## 概要

### 歴史
1913年完成。オーギュスト・ペレが設計し、アントワーヌ・ブールデル、モーリス・ドニ、エドゥアール・ヴュイヤール、ケル・グザヴィエ・ルーセルが美術を担当した。
ジャーナリストで興行主であったガブリエル・アストゥリュクにより、オペラ座のような伝統的な劇場に対抗して、新時代の劇場にふさわしい現代的な作品を上演することが提案された。それに従い、バレエ・リュス（ロシア・バレエ団）を迎えて最初のシーズンに備えることになった。そのシーズンにドビュッシーの『遊戯』（5月15日）、ストラヴィンスキーのバレエ「春の祭典」（5月29日）の初演が行われた。『春の祭典』のあまりの前衛性が大スキャンダルを巻き起こしたことは、音楽史上有名な事件である。
当初、私的な劇場として発足したが、劇場主のアストリュクは8月に破産し、1970年からCaisse des Dépôts et Consignationsがスポンサーになった。

### 現状
現在、シャンゼリゼ劇場ではオペラが年に3回公演される。オーケストラピットの大きさの都合で、バロック時代の作品や、小管弦楽のための作品が上演されることが多い。
フランス国立管弦楽団とラムルー管弦楽団の2つのオーケストラがシャンゼリゼ劇場を本拠地としているほか、ウィーン・フィルハーモニー管弦楽団もフランスでの活動拠点としている。フランス放送フィルハーモニー管弦楽団、パリ室内管弦楽団なども、シャンゼリゼ劇場でコンサートを行うことが多い。
そのほか、舞踏、室内楽、リサイタル、ポピュラー音楽などのイベントでもしばしば使用されている。